# Wish: el poder de los deseos
Wish: el poder de los deseos (título original en inglés: Wish) es una película musical animada estadounidense producida por Walt Disney Animation Studios y lanzada por Walt Disney Pictures. La película animada número 62 producida por el estudio, está dirigida por Chris Buck y Fawn Veerasunthorn (en su debut como directora), producida por Peter Del Vecho y Juan Pablo Reyes, y escrita por Jennifer Lee y Allison Moore. El estilo artístico combina la animación por computadora con la clásica animación en acuarela de Disney. Con las voces de Ariana DeBose, Chris Pine y Alan Tudyk, se centra en una chica de 17 años llamada Asha (DeBose) que hace una súplica apasionada a las estrellas en un momento de necesidad cuando siente una oscuridad en el Reino de Rosas que nadie más siente.
El desarrollo de Wish comenzó en enero de 2022 cuando Lee estaba escribiendo la película original en Walt Disney Animation Studios. En septiembre de 2022, el proyecto se anunció oficialmente y el título se reveló junto con el elenco de voces. Está inspirado en el 100.º aniversario de Disney, que une un tema principal en varias de las películas animadas de Disney: los deseos que se hacen realidad. Julia Michaels y Benjamin Rice fueron contratados para escribir las canciones de la película, mientras que el frecuente orquestador de Disney, David Metzger, compuso la banda sonora.
Wish se estrenó en cines en los Estados Unidos el 22 de noviembre de 2023 por Walt Disney Studios Motion Pictures.

## Trama
Hace muchos años, el Reino de Rosas fue fundado por el Rey Magnífico y su esposa la Reina Amaya en una isla del mar Mediterráneo. Habiendo estudiado magia y hechicería, Magnífico adquirió la capacidad de conceder los deseos de sus súbditos. Cuando cada residente cumple 18 años, se lleva a cabo una ceremonia en la que entregan su deseo a Magnífico, quien los mantiene sellados en su observatorio. Una vez al mes, Magnifico selecciona uno de los deseos de los residentes para ser concedido ante la ciudad.
En la actualidad, Asha, de 17 años, se prepara para una entrevista para el papel de aprendiz de Magnífico junto con su cabra mascota Valentino. Es el cumpleaños número 100 de su abuelo Sabino y Asha espera que Magnífico le conceda su deseo en conmemoración. Su mejor amiga Dahlia, que dirige la panadería del castillo junto a sus seis amigos Simon, Gabo, Bazeema, Safi, Dario y Hal, le aconseja a Asha que sea honesta acerca de sus debilidades. Inicialmente, la entrevista va bien con Magnífico y Asha expresando un deseo compartido de proteger los deseos de Rosas. Sin embargo, cuando Asha solicita que se le conceda el deseo de Sabino, Magnífico se niega. Se produce una acalorada discusión. Se revela que Magnífico borra los recuerdos de los deseos de los ciudadanos cuando se realizan y nunca devuelve los deseos no concedidos a sus dueños. Al hacerlo, la población se vuelve dócil y libre de aspiraciones y, por tanto, dependiente de Magnífico.
En la ceremonia de concesión de deseos de esa noche, Magnífico se asegura de no conceder el deseo de Sabino y despide a Asha como su aprendiz. Asha intenta contarle a su familia la verdad sobre Magnífico, pero no le creen. Frustrada y sin opciones, Asha desea al cielo y una bola de luz cae del cielo, que se revela como una manifestación física de la estrella que deseaba. Sin que ella lo sepa, Magnífico observa la llegada de Estrella y la interpreta como una amenaza para Rosas. En contra de los deseos de su esposa, Magnífico busca en su colección de antiguos libros de hechizos una manera de contrarrestar el poder de Estrella.
Mientras tanto, la magia de Estrella da vida al bosque, dando voz a los animales y las plantas, así como a Valentino. Le explican a Asha que todos los seres vivos provienen del polvo de estrellas. Asha, Valentino y Estrella se embarcan en una misión para recuperar el deseo de Sabino, irrumpiendo en el estudio de Magnífico con la ayuda de Dahlia. Magnifico ofrece recompensa por información relacionada con Estrella. En una aparición pública, los vecinos de Rosas comienzan a cuestionar por primera vez su gobierno. Agitado, Magnífico recurre a la magia oscura para mantener su poder sobre Rosas.
Asha le devuelve el deseo a Sabino y él está encantado de recuperar sus recuerdos. Sin embargo, Magnífico irrumpe en la casa de la familia, habiendo sido informado por un topo que Asha era responsable de la llegada de Estrella. Él aplasta el deseo de su madre Sakina como castigo, lo que hace que Sakina se sienta abrumada por el dolor. Estrella intenta defenderla, pero Magnífico la descubre y promete capturarlo. Asha y su familia huyen con Estrella. Sabino y Sakina son enviados a una isla vecina por seguridad mientras Asha regresa a la ciudad en busca de los otros deseos. Magnífico revela que Simon es el topo que expuso a Asha y le concede su deseo de ser un caballero, convirtiéndolo en su peón.
Magnífico crea un bastón todopoderoso aplastando más deseos. Asha reúne a sus amigos y la reina Amaya se une a ellos mientras marchan hacia el estudio de Magnífico. Ahora completamente corrupto, Magnífico sube a la torre del castillo y mina el poder de todos los deseos en Rosas. Mientras los compañeros animales luchan contra Simon, Asha se enfrenta a Magnífico, quien atrapa a Estrella en su bastón y oscurece las estrellas. Al recordar que todos los humanos provienen del polvo de estrellas, Asha les ruega a los ciudadanos de Rosas que pidan un deseo. Lo hacen y la fuerza de su deseo domina a Magnífico, sellándolo en su bastón. Estrella es liberado y la gente de Rosas ahora es libre de perseguir sus deseos por su propia voluntad.
Más tarde, Amaya asume el control del reino. Atrapado en un espejo, Magnífico está encerrado en el calabozo del castillo. Estrella luego le da a Asha una capa y una varita mágica, mientras que hay sueños que se quieren cumplir. Asha promete continuar el trabajo de Estrella y conceder sus deseos con justicia.
Durante los créditos, aparecen imágenes de los personajes de las películas del estudio, y en una escena al final de los créditos, Sabino toca con su guitarra la música de la entrada de Walt Disney Pictures.

## Reparto
- Ariana DeBose como Asha, una chica de 17 años que desea que una estrella la ayude a salvar su reino al sentir la oscuridad que se avecina.[3][4]
- Chris Pine como Rey Magnífico, el rey del Reino de Rosas que es el único guardián de cientos de deseos que le confían personas de todo el mundo.[5]
- Alan Tudyk como Valentino, una cabra cuyo deseo de comunicarse se hace realidad al adquirir la capacidad de hablar.[3]
- Angelique Cabral como Reina Amaya, esposa del Rey Magnifico y reina de Rosas.[6]
- Victor Garber como Sabino, el abuelo de 100 años de Asha, quien espera a poder ver cumplido su deseo.[7]
- Natasha Rothwell como Sakina, madre de Asha.
- Jennifer Kumiyama como Dahlia, la mejor amiga de Asha, quien camina con una muleta, y trabaja como la panadera real, además de ejercer como líder para el grupo de "Los Adolescentes". Ella está inspirada en Doc de Snow White and the Seven Dwarfs.
- Harvey Guillén como Gabo, un chico testarudo pero con un corazón de oro, parte del grupo de "Los Adolescentes". Él está inspirado en Grumpy de Snow White and the Seven Dwarfs.
- Niko Vargas como Hal, una chica alegre parte del grupo de "Los Adolescentes". Ella está inspirada en Happy de Snow White and the Seven Dwarfs.
- Evan Peters como Simon, un tipo musculoso con un gran corazón y un gran bostezo. Simon anhela ser un guerrero, pero se encuentra en un perpetuo estado de ensueño. Él está inspirado en Sleepy de Snow White and the Seven Dwarfs.
- Ramy Youssef como Safi, un chico plagado de alergias, parte del grupo de "Los Adolescentes". Él está inspirado en Sneezy de Snow White and the Seven Dwarfs.
- Jon Rudnitsky como Dario, el amigo de mejillas sonrosadas y orejas móviles de Asha, parte del grupo de "Los Adolescentes". Él está inspirado en Dopey de Snow White and the Seven Dwarfs.
- Della Saba como Bazeema, una chica tímida, parte del grupo de "Los Adolescentes". Ella está inspirada en Bashful de Snow White and the Seven Dwarfs.

## Producción
El 21 de enero de 2022, se informó que Jennifer Lee estaba escribiendo una película original en Walt Disney Animation Studios. El 9 de septiembre de 2022, durante la presentación de la Expo D23 2022, Disney Animation anunció una nueva película titulada Wish, con la dirección de Chris Buck y Fawn Veerasunthorn y la producción de Peter Del Vecho y Juan Pablo Reyes. También se anunció que el estilo artístico combina la clásica animación en acuarela de Disney y la animación por computadora, que la compañía utiliza en su período moderno. Veerasunthorn dijo que está "emocionada de honrar a Walt Disney con la obra. Nuestro equipo de arte y tecnología se uniría para averiguar cómo combinar el estilo de ilustración del siglo XX que inspiró a Walt [Disney] con la tecnología CG que tenemos ahora".
El 26 de marzo de 2023, se informó que Wish estaba en posproducción.

### Reparto
El 9 de septiembre de 2022, durante la presentación de la Expo D23 2022, se anunció que Ariana DeBose y Alan Tudyk habían sido elegidos para los papeles principales de Asha y Valentino, respectivamente. El 26 de abril de 2023, en CinemaCon, se anunció que Chris Pine se agregó al elenco como la voz del Rey Magnífico. Lee dijo de Pine: "Como la persona más poderosa del reino, King Magnifico necesitaba ser interpretado por alguien que pudiera darle todo el encanto, la inteligencia y el carisma a este magnánimo personaje, y Chris está aportando maravillosamente todo eso y algo más".

## Música
Se anunció que Julia Michaels escribiría canciones originales para Wish en D23 Expo en septiembre de 2022. En abril de 2023, se confirmó que David Metzger y Matías León compondrían la banda sonora de la película, mientras que Benjamin Rice se unió a Michaels para escribir las canciones; Metzger trabajó anteriormente como compositor de películas animadas directas a video de Disney, como Tarzán 2 (2005) y Brother Bear 2 (2006), además de orquestar películas animadas de Disney estrenadas en cines como Tarzán (1999), Frozen (2013), y Frozen II (2019). Matías León trabajó como compositor secundario, en diversas películas y series de las plataformas de streaming, se evidencian sus obras en The Nevers (2021), El internado: Las Cumbres (2021), Pinocho de Guillermo del Toro (2023).   En CinemaCon en abril, Disney mostró un clip de Asha cantando la canción "This Wish", que los reporteros de Deadline Hollywood describieron como "un himno muy bonito y poderoso".

## Estreno
Wish se estrenó en cine el 15 de noviembre de 2023. El 16 de febrero de 2023, luego de los fracasos económicos de Lightyear y Strange World, según los informes, Disney consideró extender las ventanas, tanto para Elemental como para Wish con la esperanza de que las familias regresen a los cines.

### Medios domésticos
Wish se lanzó para plataformas digitales el 23 de enero de 2024, seguido del Blu-ray, DVD y 4K UHD el 12 de marzo de 2024. Wish se incluyó en Disney+ el 3 de abril de 2024.

## Recepción

### Crítica
Wish recibió reseñas generalmente mixtas de parte de la crítica y de la audiencia. En el sitio web agregador de reseñas Rotten Tomatoes, la película posee una aprobación de 48%, basada en 216 reseñas, con una calificación de 5.7/10 y un consenso crítico que dice "Wish gana algunos tirones en la fibra sensible con la forma en que hace cálidas referencias a muchos de los clásicos del estudio, pero la nostalgia no reemplaza la magia narrativa genuina, sin importar cuán bellamente animada pueda ser". De parte de la audiencia tiene una aprobación de 66%, basada en más de 5000 votos, con una calificación de 3.6/5.
El sitio web Metacritic le dio a la película una puntuación de 47 de 100, basada en 43 reseñas, indicando "reseñas mixtas o promedio". Las audiencias encuestadas por CinemaScore le otorgaron a la película una "A-" en una escala de A+ a F, mientras que en el sitio IMDb los usuarios le asignaron una calificación de 5.8/10, sobre la base de más de más de 11 000 votos. En la página web FilmAffinity la película tiene una calificación de 5.6/10, basada en 1002 votos.

### Premios y nominaciones
| Premio                                                   | Fecha                   | Categoría                                 | Nominado                                              | Resultado | Ref.   |
| -------------------------------------------------------- | ----------------------- | ----------------------------------------- | ----------------------------------------------------- | --------- | ------ |
| Astra Film Awards                                        | 6 de enero de 2024      | Mejor interpretación de voz               | Ariana De Bose                                        | Nominada  | [ 24 ] |
| Astra Film Awards                                        | 6 de enero de 2024      | Mejor canción original                    | "This Wish" – Julia Michaels, Benjamin Rice y JP Saxe | Nominada  | [ 24 ] |
| Premios de la Crítica Cinematográfica                    | 14 de enero de 2024     | Mejor película de animación               | Wish                                                  | Nominada  | [ 25 ] |
| Premios de la Crítica Cinematográfica                    | 14 de enero de 2024     | Mejor canción original                    | "This Wish" – Julia Michaels, Benjamin Rice y JP Saxe | Nominada  | [ 25 ] |
| Premios Globo de Oro                                     | 7 de enero de 2024      | Mejor película animada                    | Wish                                                  | Nominada  | [ 26 ] |
| Premios de Música de Hollywood de Medios de Comunicación | 15 de noviembre de 2023 | Mejor canción original - Película animada | "This Wish" – Julia Michaels, Benjamin Rice y JP Saxe | Nominada  | [ 27 ] |